# أولاد رمضان (تانوت)
أولاد رمضان هو دُوَّار يقع بجماعة بني خالد، عمالة وجدة أنكاد، جهة الشرق في المملكة المغربية. ينتمي الدوّار لمشيخة تانوت التي تضم 4 دواوير. يقدر عدد سكانه بـ 156 نسمة حسب الإحصاء الرسمي للسكان والسكنى لسنة 2004.

## روابط خارجية
- البوابة الوطنية للجماعات الترابية
- المندوبية السامية للتخطيط